# Vittorio Sogno
Pour les articles homonymes, voir Sogno.
Vittorio Sogno (Spoleto, 24 juillet 1885 - Rome, 1er avril 1971) est un général et agent secret italien, vétéran de la guerre italo-turque et de la Première Guerre mondiale. Entre 1932 et 1934, il est commandant du Service de renseignement militaire (Servizio Informazioni Militare - SIM). Au cours de la Seconde Guerre mondiale, il a été commandant de la 20e division d'infanterie "Friuli", du VIIe, du XVIIe, du XXXe et du IIe corps d'armée.

## Biographie
Il est né à Spoleto le 24 juillet 1885. Après avoir fréquenté l'Académie royale d'artillerie et de génie de Turin, il en sort avec le grade de sous-lieutenant (sottotenente) de l'arme du génie en 1904, affecté au 3e régiment de génie. Il passe au 2e régiment du génie en 1912 et, en tant qu'officier d'état-major, participe à la guerre italo-turque de 1911-1912 et à la Première Guerre mondiale, officiellement affecté au commandement du 1er corps à Turin.
Lieutenant-colonel (Tenente colonnello) dans le corps d'état-major général (ancienneté 7 octobre 1917), il est chef de section à l'état-major central jusqu'au 1er mai 1924 et membre du 7e corps du génie à partir du 30 juin 1924 et du 8e régiment du génie à partir du 20 octobre 1926.
Promu colonel (colonnello) le 8 mai 1927, il est nommé commandant du 11e Régiment du génie le 1er janvier 1928.
Sogno se dirige ensuite vers le monde du renseignement et, entre 1932 et 1934, il dirige le Service d'information militaire (Servizio Informazioni Militare - SIM), de l'état-major de l'armée royale (Regio esercito). Il est ensuite commandant du génie du corps d'armée de Florence et plus tard, promu général de brigade (generale di brigata) le 16 juin 1935, il est commandant adjoint de la 126e division d'infanterie "Assietta" II, participant marginalement à la guerre d'Éthiopie.
Promu général de division (generale di divisione) le 21 novembre 1937, il devient l'année suivante commandant de la 20e division d'infanterie "Curtatone e Montanara", rebaptisée ensuite 20e division d'infanterie "Friuli" en 1939. Sous sa direction, il participe aux premières opérations de guerre après l'entrée en guerre du royaume d'Italie le 10 juin 1940. Quittant le commandement de la division le 31 août de la même année, il passe le jour suivant au commandement (intérimaire) du VIIe corps d'armée à Florence jusqu'au 14 avril 1941, puis passe au ministère de la Guerre et au commandement du XVIIe corps d'armée à Rome pour reprendre peu après, le 3 novembre 1941, le commandement du VIIe corps d'armée, qu'il conserve jusqu'au 9 juin 1942, date à laquelle il est rebaptisé XXXe corps d'armée.
Élevé au rang de général de corps d'armée (generale di corpo d'armata) le 1er janvier 1942, après avoir pris le commandement du corps expéditionnaire (XXXe corps d'armée, anciennement VIIe) qui doit conquérir l'île de Malte en août (opération C3), il commande encore le XXXe corps d'armée, désormais en Tunisie, entre novembre 1942 et le 8 mai 1943. Il échappe à la reddition des armées de l'Axe en Tunisie, avec l'un des derniers vols vers Castelvetrano le 8 mai, et du 5 juillet au 1er septembre suivant, il est commandant du IIe corps d'armée à Sienne, remplacé ensuite par le général Gervasio Bitossi.
Désigné, à partir du 9 septembre, pour prendre le commandement de la 9e armée à Tirana (Albanie), en remplacement du général Lorenzo Dalmazzo, il est empêché de se transférer en raison de la proclamation de l'armistice du 8 septembre 1943 (armistice de Cassibile, qui le prend par surprise à Rome quelques heures avant son départ.
C'est là qu'il se consacre, avec les généraux Giacomo Carboni et Antonio Sorice, à l'organisation d'une tentative de remplacement du maréchal d'Italie Pietro Badoglio à la tête du gouvernement par son parigrade Enrico Caviglia. Dans le but d'organiser la défense de la capitale, il devient chef d'état-major, ombre du maréchal Caviglia, et tente d'entamer des négociations avec les Allemands, rendues vaines par la suite par la suite.
En 1944, il est président du Tribunal militaire suprême pour les terres libérées. Il part en permission en 1947.
Auteur, entre autres, d'une histoire très documentée du XXXe Corps d'armée, qui s'est illustré dans la dernière bataille italienne en Afrique du Nord, il meurt en 1971,,,,,,.

## Distinctions honorifiques

### Décorations italiennes
- Commandeur de l'ordre des Saints-Maurice-et-Lazare - arrêté royal du 19 décembre 1940[12]
- Grand officier de l'ordre de la Couronne d'Italie - décret royal du 27 octobre 1938[13].

### Décorations étrangères
- Army Distinguished Service Medal (États-Unis) - département de la Guerre, General Orders No. 126 (1919)[14]

## Publications
- (it) Il XXX Corpo d'Armata Italiano in Tunisia, Bureau historique de l'état-major général de l'armée, Rome, 1952.

## Source
- (it) Cet article est partiellement ou en totalité issu de l’article de Wikipédia en italien intitulé « Vittorio Sogno » (voir la liste des auteurs).